# Costa Adeje

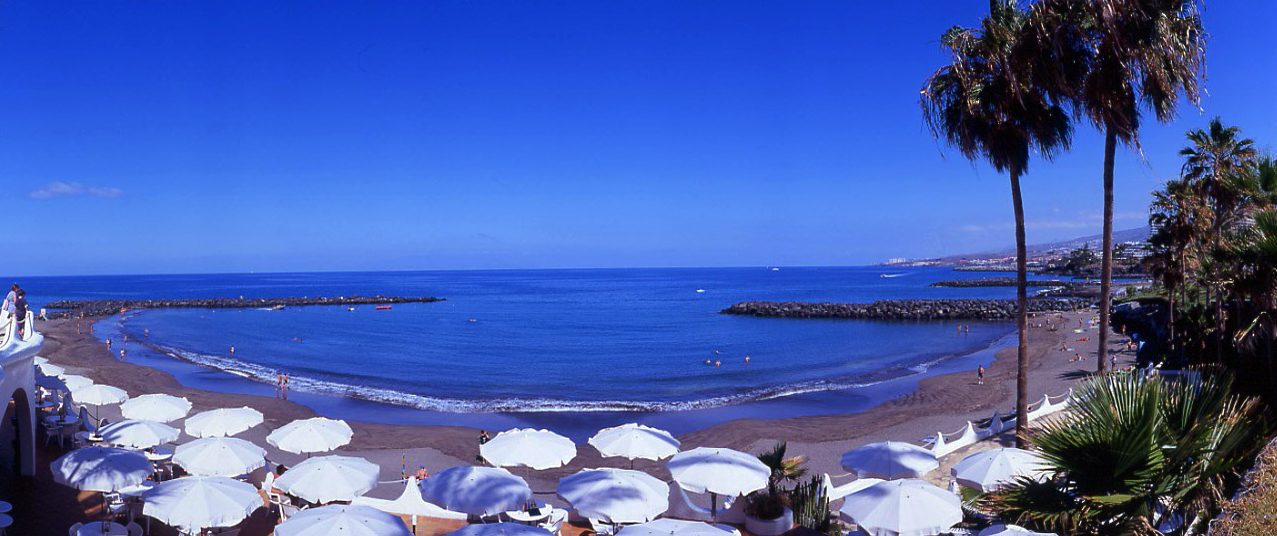
Playa de Troya.

Costa Adeje is de jongste toeristenplaats van Tenerife op de Canarische Eilanden in de gemeente Arona. Het is uit het niets ontstaan ten westen van Playa de las Américas en vernoemd naar het nabijgelegen dorpje Adeje, dat echter niets met dit toeristenoord te maken heeft. Officieel is Costa Adeje zelfs geen dorp of gemeente, maar wordt het als een toeristenwijk bij Las Americas aangeduid.
Tevens ligt in Costa Adeje een groot waterpark, Siam Park.

## Geschiedenis
Eind jaren negentig was deze plaats in aanbouw. Op het moment dat Playa de las Américas uit zijn voegen groeide is men begonnen met het ontwikkelen van een nieuw toeristengebied: Costa Adeje. Veel hotels hadden last van bouwactiviteiten in de directe omgeving en ook de winkelcentra waren vaak nog in aanbouw of maar deels bezet met winkels, restaurants en barretjes. Na een tijd van ongeveer 15 jaar, is de plaats vrijwel helemaal "af" en wordt er nog maar op weinig plekken gebouwd. Costa Adeje geldt als één van de meest luxe en exclusieve badplaatsen van de Canarische Eilanden. Het kent dan ook een hoge dichtheid van luxe vier- en vijfsterren hotels.

## Badplaatsen
Eigenlijk is Costa Adeje de benaming voor een reeks toeristische badplaatsen in de gemeente Adeje, in het zuidwesten van het Canarische eiland Tenerife.
Deze plaatsen hebben de laatste jaren een enorme groei gekend. Tegenwoordig bestaat de groep badplaatsen uit: Playa de Fañabé, San Eugenio, Torviscas, La Caleta, Callao Salvaje, El Beril, Playa del Duque, Playa Paraíso, El Puertito en Sueño Azul. In het jaar 2006 kozen ongeveer 2 miljoen toeristen Costa Adeje als verblijfplaats.

## Klimaat
Costa Adeje ligt in een subtropisch klimaatgebied.
| Maand                  | jan | feb | mrt | apr | mei | jun | jul | aug | sep | okt | nov | dec | Jaar |
| ---------------------- | --- | --- | --- | --- | --- | --- | --- | --- | --- | --- | --- | --- | ---- |
| Gemiddeld maximum (°C) | 20  | 21  | 21  | 23  | 25  | 27  | 28  | 30  | 29  | 27  | 24  | 22  | 25   |
| Gemiddeld minimum (°C) | 16  | 15  | 17  | 17  | 18  | 20  | 21  | 22  | 22  | 20  | 18  | 17  | 18   |
|                        |     |     |     |     |     |     |     |     |     |     |     |     |      |
| Neerslag (mm)          | 32  | 35  | 38  | 12  | 4   | 1   | 0   | 2   | 7   | 19  | 34  | 43  | 19   |